# Vid Kavtičnik
Vid Kavtičnik (24 de mayo de 1984, Slovenj Gradec, Yugoslavia) es un exjugador de balonmano esloveno que jugaba de lateral derecho. Su último equipo fue el USAM Nîmes francés.
Fue un componente de la selección de balonmano de Eslovenia, con la que ha jugó 197 partidos y marcó 543 goles.
Con la selección ha ganado la medalla de plata en el Campeonato Europeo de Balonmano Masculino de 2004 y la medalla de bronce en el Campeonato Mundial de Balonmano Masculino de 2017.
En el 2009, fue traspasado junto con Nikola Karabatić del THW Kiel al Montpellier HB, por una cantidad de 1,5 millones de euros.

## Equipos
- RK Velenje (1995-2005)
- THW Kiel (2005-2009)
- Montpellier HB (2009-2019)
- Pays d'Aix (2019-2020)
- USAM Nîmes (2020-2021)

## Estadísticas

### Bundesliga
| Temporada | Equipo   | Partidos Jugados | Goles Totales | 7m  | Goles Campo |
| --------- | -------- | ---------------- | ------------- | --- | ----------- |
| 2005/06   | THW Kiel | 34               | 166           | 23  | 143         |
| 2006/07   | THW Kiel | 32               | 114           | 38  | 76          |
| 2007/08   | THW Kiel | 34               | 129           | 26  | 103         |
| 2008/09   | THW Kiel | 32               | 158           | 58  | 100         |
| 2005-2009 | Total    | 132              | 567           | 145 | 422         |

## Palmarés

### Gorenje Velenje
- Copa de Eslovenia de balonmano (1): 2003

### THW Kiel
- Liga de Campeones (2007)
- Bundesliga (2006, 2007, 2008, 2009)
- Copa de Alemania (2007, 2008 y 2009)
- Supercopa de Alemania (2007, 2008 y 2009)
- Supercopa de Europa (2007)

### Montpellier HB
- Liga Francesa (2010, 2011, 2012)
- Copa de Francia (2010, 2012, 2013, 2016)
- Copa de la Liga de Francia (2010, 2011, 2012, 2014, 2016)
- Supercopa de Francia (2010, 2011)
- Liga de Campeones de la EHF (2018)

### Selección nacional

#### Campeonato de Europa
- Medalla de Plata en el Campeonato Europeo de Balonmano Masculino de 2004.

### Consideraciones personales
- Elegido mejor extremo derecho del Europeo (2004)